# Battaglia di Noisseville
La battaglia di Noisseville ebbe luogo il 31 agosto e il 1º settembre 1870 e si inserisce nel contesto della guerra franco-prussiana. Nel tentativo di rompere l'assedio di Metz, le truppe francesi del maresciallo François Achille Bazaine tentarono di sfondare le linee prussiane comandate da Federico Carlo di Prussia.

## Svolgimento della battaglia
Mentre il maresciallo Patrice de Mac-Mahon tentava l'avvicinamento prestabilito verso Montmédy, ostacolato dalle difficoltà del terreno e dai movimenti prussiani, Bazaine iniziava nella notte del 30 agosto l'organizzazione delle proprie forze per tentare una sortita. I prussiani si trovarono ad affrontare con tre divisioni, una forza francese forte di 8 divisioni di fanteria - circa 90 000 uomini-, alcune brigate di cavalleria e 168 cannoni. Il IV corpo di Ladmirault si trovava di fronte alle posizioni prussiane a Saint-Barbe, mentre il III corpo di Leboeuf e il VI corpo di Canrobert si mossero a Noisseville e Malroy. L'esplosione di un colpo di cannone su Saint-Barbe fu il segno dell'inizio dell'offensiva.
L'attacco però ebbe inizio solo nel pomeriggio, dando tempo al Principe Federico Carlo di collocare 60 000 uomini sui fianchi dei francesi. Qualora fosse partita in mattinata, la sortita avrebbe potuto avere effetti importanti sulle sorti dell'assedio e avrebbe messo in pericolo il lato destro delle forze assedianti. Bazaine non volle mandare le sue riserve nello scontro e ai primi irrigidimenti prussiani ordinò la ritirata. Qualcuno sospettò che Bazaine non desiderasse in realtà di tentare di forzare l'assedio. La ritirata delle truppe francesi su Metz si svolse nel caos più totale, con le file francesi che si disgregarono in bande indisciplinate.